# 国鉄タキ21300形貨車
国鉄タキ21300形貨車（こくてつタキ21300がたかしゃ）は、かつて日本国有鉄道（国鉄）及び1987年（昭和62年）4月の国鉄分割民営化後は日本貨物鉄道（JR貨物）に在籍していた私有貨車（タンク車）である。
本形式の後継形式であるタキ21350形についても本項目で解説する。

## タキ21300形
タキ21300形は、塩素酸ソーダ液専用の35 t 積タンク車として1971年（昭和46年）4月30日に3両（コタキ21300 - コタキ21302）が、富士重工業1社のみで製作された。
記号番号表記は特殊標記符号「コ」（全長 12 m 以下）を前置し「コタキ」と標記する。
落成時の所有者は、保土谷化学工業の1社のみでありその常備駅は福島県の郡山駅と北海道の港北駅と山口県の新南陽駅であった。
1979年（昭和54年）10月より化成品分類番号「95」（有害性物質、酸化性または反対性のあるもの）が標記された。
タンク体材質は、耐候性高張力鋼製であり、このため内部に腐食防止のための厚さ1.2 mmのFRPライニング処理が施されている。タンク体には厚さ50 mmのグラスウール断熱材が巻かれキセ（外板）が装備された。
荷役方式は、タンク上部の積込口からの上入れ、液出管と空気管使用による上出し方式である両管はをS字管を装備した。
車体色は黒色、寸法関係は全長は11,100 mm、全幅は2,504 mm、全高は3,655 mm、台車中心間距離は7,000 mm、実容積は26.5 m3、自重は15.9 t、換算両数は積車5.0、空車1.6であり、台車はベッテンドルフ式のTR41Cである。
1987年（昭和62年）4月の国鉄分割民営化時には全車（3両）がJR貨物に継承され、2007年（平成19年）10月に最後まで在籍した1両（コタキ21302）が除籍され、形式消滅した。

## タキ21350形
タキ21350形は、塩素酸ソーダ液専用の35t 積タンク車として1977年（昭和52年）2月21日から1980年（昭和55年）8月15日にかけて20両（コタキ21350 - コタキ21369）が、富士重工業1社のみで製作された。
1987年（昭和62年）に5両（コタキ21370 - コタキ21374）が、タキ21600形（コタキ21611 - コタキ21615）より富士重工業にて改造され編入された。
以上合計9ロット25両（コタキ21350 - コタキ21374）が製作された。
記号番号表記は特殊標記符号「コ」（全長 12 m 以下）を前置し「コタキ」と標記する。
1979年（昭和54年）10月より化成品分類番号「95」（有害性物質、酸化性または反対性のあるもの）が標記された。
落成時の所有者は、保土谷化学工業、日本カーリットの2社であり、その主な常備駅は、福島県の郡山駅、群馬県の渋川駅であった。
タンク体材質は、タキ21350形の耐候性高張力鋼製に対してステンレス鋼製であり、このため内部処理は不要になった。またタキ21600形からの改造車は、他車と外観が異なっている。
荷役方式は、タンク上部の積込口からの上入れ、液出管と空気管使用による上出し方式である両管はをS字管を装備した。
車体色は黒色、寸法関係は全長は11,100 mm、全幅は2,588 mm、全高は3,845 mm、台車中心間距離は7,000 mm、実容積は24.8 m3、自重は16.2 t、換算両数は積車5.0、空車1.6であり、台車はベッテンドルフ式のTR225である。
1987年（昭和62年）4月の国鉄分割民営化時には23両がJR貨物に継承されたが、2007年（平成19年）10月に最後まで在籍した3両が除籍され、形式消滅した。

### 年度別製造数
各年度による製造会社（改造会社）と両数、所有者は次のとおりである。（所有者は落成時の社名）
- 昭和51年度 - 2両
  - 富士重工業 2両 保土谷化学工業（コタキ21350 - コタキ21351）
- 昭和52年度 - 8両
  - 富士重工業 2両 保土谷化学工業（コタキ21352 - コタキ21353）
  - 富士重工業 2両 日本カーリット（コタキ21354 - コタキ21355）
  - 富士重工業 4両 保土谷化学工業（コタキ21356 - コタキ21359）
- 昭和53年度 - 3両
  - 富士重工業 3両 保土谷化学工業（コタキ21360 - コタキ21362）
- 昭和54年度 - 4両
  - 富士重工業 2両 日本カーリット（コタキ21363 - コタキ21364）
  - 富士重工業 2両 日本カーリット（コタキ21365 - コタキ21366）
- 昭和55年度 - 3両
  - 富士重工業 3両 保土谷化学工業（コタキ21367 - コタキ21369）
- 昭和62年度 - 5両
  - 富士重工業 5両 保土谷化学工業（コタキ21370 - コタキ21374、コタキ21611 - コタキ21615からの改造）